# Karim Fachtali
Abdelkarim Fachtali (Beni Said, Marokko, 30 maart 1988) is een Nederlands-Marokkaans voormalig voetballer.

## Loopbaan
In de jeugd speelde hij voor AFC Quick 1890, SV Spakenburg, IJsselmeervogels, ADO Den Haag en N.E.C..
In het seizoen 2006/2007 maakte Fachtali zijn debuut bij N.E.C. in de laatste competitiewedstrijd thuis tegen ADO Den Haag. In het seizoen 2008/2009 speelde hij bij TOP Oss dat hem in het kader van de samenwerking tussen N.E.C. en TOP Oss huurde. Na afloop van zijn contract in Nijmegen tekende hij voor één jaar in Oss.
Op 1 december 2009 werd hij door FC Oss op non-actief gesteld na een handgemeen met teamgenoot Joel Tshibamba. Op 19 januari 2010 verhuisde hij tot het einde van het seizoen op huurbasis naar FC Omniworld. Na zijn huurperiode bij de club uit Almere, tekende hij een contract voor één jaar bij Almere City FC, de nieuwe naam van Omniworld. Op 1 juni 2011 tekende Fachtali een contract voor 1 jaar met een optie voor nog 2 jaar bij Eredivisieclub RKC Waalwijk. Na de winterstop werd de aanvaller verhuurd aan Go Ahead Eagles dat op dat moment uitkwam in de Eerste Divisie.
In juni 2012 tekende hij tot het einde van het seizoen 2013 bij Kaisar Qızılorda uit Kazachstan. Door financiële problemen bij de club verliet hij Kaisar na het seizoen 2012. Hierna vond hij geen nieuwe club meer.

## Statistieken
| Seizoen | Club                   | Duels | Goals | Competitie     |
| ------- | ---------------------- | ----- | ----- | -------------- |
| 2006/07 | N.E.C.                 | 1     | 0     | Eredivisie     |
| 2007/08 | N.E.C.                 | 4     | 0     | Eredivisie     |
| 2008/09 | TOP Oss (huur)         | 33    | 12    | Eerste divisie |
| 2009/10 | FC Oss                 | 17    | 8     | Eerste divisie |
| 2009/10 | FC Omniworld (huur)    | 12    | 3     | Eerste divisie |
| 2010/11 | Almere City FC         | 32    | 11    | Eerste divisie |
| 2011/12 | RKC Waalwijk           | 5     | 0     | Eredivisie     |
| 2011/12 | Go Ahead Eagles (huur) | 15    | 2     | Eerste divisie |
| 2012    | Kaisar Qızılorda       | 9     | 2     | Premjer-Liga   |
| Totaal  | Totaal                 | 128   | 37    |                |